# Ngwane V de Suazilandia
Bhunu Ngwane V (* 1876 en Zombodze - † 10 de noviembre de 1899 en Zombodze) fue el Jefe Supremo de Suazilandia desde 1895 hasta su muerte. Fue sucedido en el trono por su hijo Sobhuza II después de un periodo de regencia de su viuda la Reina Labotsibeni Gwamile Mdluli.
| Predecesor: Reina Tibati Nkambule (Reina Regente) | Rey de Suazilandia 1895-1899 | Sucesor: Reina Labotsibeni Gwamile Mdluli (Reina Regente) |

- Datos: Q512692